# Carlton-Club-Treffen (1911)

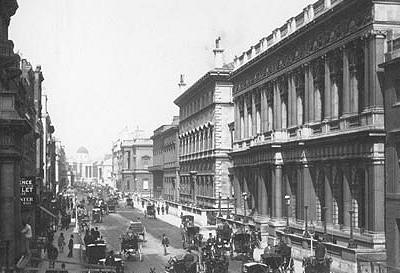
Der Carlton Club, traditioneller Treffpunkt der konservativen Abgeordneten

Das Carlton Club-Treffen am 13. November 1911 war ein formales Treffen der Parlamentsabgeordneten der britischen Conservative Party. Es fand im namensgebenden Londoner Carlton Club statt, um dort nach dem Rücktritt des Parteivorsitzenden Arthur Balfour den neuen Vorsitzenden der konservativen Parteifraktion im House of Commons (Unterhaus) zu wählen. Balfour hatte Anfang November 1911 seinen Parteivorsitz nach starker parteiinterner Kritik an seinem Führungsstil aufgegeben. Aufgrund einer Pattsituation zwischen den beiden führenden Kandidaten Austen Chamberlain und Walter Long kam es im Vorfeld des Treffens bereits zu internen Verhandlungen und Absprachen zwischen Parteimanagern und den führenden Kandidaten. Als Ergebnis dieser Absprachen wurde schließlich der Kompromisskandidat und klare Außenseiter Andrew Bonar Law zum neuen Vorsitzenden der konservativen Unterhausfraktion gekürt.

## Hintergrund
Seit dem Tod von Benjamin Disraeli im Jahr 1881 lag die Führung der „Tories“ fest in den Händen des Hauses Cecil; zunächst bestimmte Robert Gascoyne-Cecil, 3. Marquess of Salisbury, die Geschicke der Partei und dann, seit 1902, sein Neffe und bisheriger Adjutant Arthur Balfour. Dieser hatte im Dezember 1905 (als bislang letzter Premierminister) aufgrund interner Verwerfungen in der konservativen Partei freiwillig die Regierungsgeschäfte niedergelegt und an die Liberal Party abgegeben. Die Liberalen riefen sofort Unterhauswahlen aus, bei der die Konservative Partei eine schwere Niederlage erlitt. Während die Liberalen 397 Sitze errangen, fielen die Konservativen zurück auf lediglich 156 Sitze. Nicht nur verloren sie dabei viele Wähler in ihren bisherigen Hochburgen (wie Südostengland, Lancaster und London), auch ihr Anteil an Wählern in der britischen Arbeiterklasse und der Mittelschicht brach ein. Selbst ihr Vorsitzender Arthur Balfour verlor seinen Parlamentssitz in Ost-Manchester, den er seit 1885 gehalten hatte. Er konnte jedoch einige Zeit später durch eine Nachwahl in der Londoner City wieder ins Unterhaus einziehen. Dagegen konnten die Liberalen nun mit einer klaren Mehrheit regieren und begannen ein umfangreiches Gesetzgebungsprogramm, welches von den Konservativen heftig bekämpft wurde. Die Konservativen blockierten mithilfe ihrer traditionell bestehenden Mehrheit im House of Lords (Oberhaus) die meisten liberalen Gesetzesvorhaben, die diese zuvor im House of Commons (Unterhaus) verabschiedet hatten. Dies führte zu den heftigen Auseinandersetzungen um das sogenannte Volksbudget 1909/1910: Aufgrund der konservativen Blockade im Oberhaus versuchte die liberale Regierung Asquith, diese mit Hilfe eines Kunstgriffs zu umgehen; traditionell waren Finanz- und Haushaltsfragen die ureigene Domäne des Unterhauses und wurden vom Oberhaus nicht angefochten. Die Liberalen bündelten deshalb alle ihre Gesetzesvorhaben in einem großen Gesetz, dem jährlichen Haushaltsentwurf. Dieser Budgetentwurf wurde allerdings ebenfalls vom Oberhaus blockiert, woraufhin Premierminister Asquith Neuwahlen ausrief, um das Patt zu brechen und eine Entscheidung herbeizuführen. In kurzer Folge gingen für die Konservativen 1910 zwei weitere Unterhauswahlen verloren (Januar 1910 und Dezember 1910) und das traditionell von den Tories dominierte Oberhaus verlor im Parliament Act von 1911 sein Veto-Recht.
Arthur Balfour geriet nun innerhalb seiner Partei in das Kreuzfeuer der Kritik. Vor allem seine Handhabung der Krise um den Parliament Act provozierte bittere Kritik vom rechten Flügel seiner Partei. Ein Zirkel um Lord Halsbury hatte eine totale Opposition ungeachtet aller möglichen Implikationen für das Oberhaus gefordert; dieser Flügel wurde, im Gegensatz zu den moderaten „Hedgers“ (deutsch: Drückeberger), wegen seiner kompromisslosen Haltung auch als „Ditchers“ oder als „Die-hards“ (abgeleitet aus der englischen Redewendung die in the last ditch, deutsch etwa: Kampf bis zum bitteren Ende) bezeichnet. Halsburys Gruppierung fand nun für ihre Forderungen zunehmend auch Unterstützung in der konservativen Presse. Unter dem Slogan B.M.G. – Balfour must go (dt. Balfour muss gehen) agitierten neben Lord Halsbury auch andere namhafte Tories wie F. E. Smith und Edward Carson gegen Balfours Führung. Zudem schlossen sich mit Lord Hugh Cecil und Lord Robert Cecil zwei Angehörige von Balfours eigener Familie dieser Gruppe an. Balfour selbst zeigte sich zumindest in der Öffentlichkeit lange betont gelassen, gab jedoch im September 1911 bei einer Besprechung in seinem schottischen Landhaus dem Chief-Whip Lord Balcarres und dem Parteimanager Arthur Steel-Maitland zu erkennen, dass er einen Rücktritt erwägen würde. Am 7. Oktober 1911 formten die Hardliner der Partei den sogenannten Halsbury Club, der ganz offensichtlich die Zielsetzung hatte, Balfour zum Rücktritt zu zwingen. Balfour selbst informierte Ende Oktober Lord Lansdowne, den Führer der Konservativen im Oberhaus, dass er nun zum Rücktritt entschlossen sei um einen möglichen Bruch der Partei zu verhindern. Am Nachmittag des 8. November 1911 gab Balfour seinen Rücktritt der Öffentlichkeit bei einem Auftritt in seinem Wahlkreis, der Londoner City, bekannt.

## Unklare Nachfolgeregelung
Über die Nachfolge Balfours herrschte zunächst absolute Unklarheit, da kein formelles Procedere existierte, um einen Nachfolger auszuwählen. In der Oppositionsrolle verteilte sich die Leitung der konservativen Partei auf die Führer der Fraktionen in Oberhaus und Unterhaus. In der Vergangenheit waren die bisherigen Vorsitzenden im Unterhaus jeweils vom anerkannten Anführer der konservativen Partei nominiert worden. Dieser saß entweder im Oberhaus und wählte so seinen Adjutanten im Unterhaus aus (wie auch Lord Salisbury es mit Balfour getan hatte) oder krönte auf diese Weise bereits seinen Nachfolger. Lediglich im Jahr 1846 hatte eine offene Wahl stattgefunden, bei der jedoch Lord George Bentinck ohne einen Gegenkandidaten gewählt worden war. Balfour war zum einen der konservative Fraktionsführer im Unterhaus gewesen, als letzter verbliebener ehemaliger konservativer Premierminister jedoch zugleich auch natürlicher Führer der Partei insgesamt. Schnell gefundener Konsens innerhalb des konservativen Führungszirkels war nun, bei einem Treffen aller konservativen Unterhausabgeordneten Balfours Nachfolger für den Fraktionsvorsitz im Unterhaus auszuwählen. Balcarres bestellte deshalb alle konservativen MPs (Members of Parliament) zu einem kurzfristigen Treffen im Carlton Club für den folgenden Montag, den 13. November 1911. Der Carlton Club, 1832 von Tory-Peers gegründet, stellte seit langem den traditionellen privaten und gesellschaftlichen Treffpunkt für die Mitglieder der Konservativen dar. In der Mitte des 19. Jahrhunderts hatte der Carlton Club als Hauptquartier der konservativen Partei gedient und war bei mehreren Gelegenheiten der Ausgangspunkt für parlamentarische Initiativen von konservativen Hinterbänklern gewesen.

## Nachfolgekandidaten
Die natürlichen Nachfolgekandidaten waren Edward Carson, Austen Chamberlain und Walter Long. Carson erklärte jedoch sofort, nicht zu kandidieren.
Austen Chamberlain repräsentierte als Sohn von Joseph Chamberlain dessen Positionen. In den vergangenen Jahren war er einer der tonangebenden Anhänger von Lord Halsbury gewesen und stand gleichzeitig für die Liberalen Unionisten, die u. a. für eine Reform der Zölle sowie gegen Home Rule in Irland eintraten und zu diesem Zeitpunkt bereits fast gänzlich mit der Konservativen Partei verschmolzen waren. Er konnte auf die Unterstützung vieler Zollreformer zählen. Chamberlain verfügte zudem über die Unterstützung vieler namhafter Granden der Konservativen.
Walter Long, ein impulsiver Mann mit wenig Verständnis für ökonomische Fragen, war dagegen ein typischer Vertreter des alten ländlichen Englands, welches lange nicht nur das Rückgrat der Tories bildete, sondern aus denen sich auch Longs Anhängerschaft speiste. Diese bestand größtenteils aus den zahlreichen Hinterbänklern der Partei. Long stand in der Debatte um den Parliament Act den Hardlinern um Lord Halsbury eher distanziert gegenüber und trat gegen Protektionismus ein. Während Chamberlains eher für den progressiven Flügel der Partei stand, repräsentierte Long den rechten Flügel der Partei.
Als dritter – und klarer Außenseiter – entschloss sich zudem überraschend Andrew Bonar Law am Donnerstag, dem 9. November, für eine Kandidatur. Law sah sich selbst als chancenlos bei dieser Wahl; Hauptzweck seiner Kandidatur war, seine höheren Ambitionen kundzutun und sich selbst als möglichen Kandidaten ins Spiel zu bringen für eine nachfolgende Vakanz in der Zukunft.

## Vorherige Kalkulationen und Absprachen im Führungszirkel
Der Ausgang der Wahl erschien durch die verspätete Kandidatur des Außenseiters Bonar Law im Vorfeld völlig ungewiss. Während Bonar Law unter den etwa 280 Unterhausmitgliedern nur etwa 40 Unterstützer hatte, teilten sich die übrigen Stimmen in etwa gleichmäßig auf Chamberlain und Long auf. Eine persönliche Feindschaft zwischen Long und Chamberlain erschwerte die Situation. Sowohl Long als auch Chamberlain waren entschlossen, den jeweils anderen als Sieger zu verhindern. Obwohl Long die persönliche Qualifikation für eine führende Rolle abgesprochen wurde, verfügte er über ausreichend Unterstützer und schien Favorit zu sein; mehrere Unterstützer Longs ließen im Vorfeld verlauten, dass sie, sollte Long wider Erwarten bereits im ersten Wahlgang ausscheiden, bei einer nachfolgenden Stichwahl dann Andrew Bonar Law unterstützen würden. Umgekehrt war Chamberlain ebenfalls geneigt, eher Bonar Law als Nachfolger Balfours zu installieren, um Long zu verhindern. Bonar Law selbst neigte im Fall einer Stichwahl Chamberlains Gruppe zu. Chief-Whip Balcarres war vor allem daran interessiert, einen offenen bitteren Disput zwischen den Flügeln und mögliche bleibende Zerwürfnisse zu verhindern. Deshalb sah sein Plan vor, nach einer informellen Befragung im Vorfeld den bzw. die chancenlosen Kandidaten zu einem Rückzug zu bewegen und so eine Kampfabstimmung zu verhindern. Da Chamberlain sich seiner Chancen unsicher war, unterrichtete er Balcarres am 10. November 1911, dass er seine Kandidatur zu Gunsten von Bonar Law zurückziehen würde, sollte Long dies ebenfalls tun. Balcarres informierte Long als Unterhändler über Chamberlains Angebot und fand Long sofort bereit, ebenfalls auf eine Kampfabstimmung zu verzichten. Zur Überraschung von Balcarres zeigte sich dagegen Bonar Law nicht sofort bereit, diese Absprache gutzuheißen und zögerte anfänglich damit, den Vorsitz der konservativen Parlamentsfraktion zu übernehmen, bevor eine persönliche Unterredung mit Chamberlain ihn doch zur Zustimmung bewegte.

## Das Treffen
Am Mittag des 13. November 1911 fand das Treffen im Carlton Club statt, dessen sämtliche Abläufe und Details nun bereits im Vorhinein von den Parteimanagern choreographiert worden waren. Als Vorsitzender präsidierte der ehemalige Minister Henry Chaplin über das Treffen. Als erster gab Long in einer kurzen Ansprache die Gründe für seinen Rückzug von der Kandidatur bekannt und schlug stattdessen Andrew Bonar Law als neuen Vorsitzenden der Parteifraktion vor. Chamberlain sekundierte ihm danach in seiner eigenen Rede in gleicher Weise. Edward Carson, der ebenfalls als möglicher Kandidat gehandelt worden war, wurde dann entsandt, um den in einem anderen Raum wartenden Bonar Law hereinzuholen, der mit großem Applaus empfangen und einstimmig von den anwesenden 232 Parlamentsmitgliedern gewählt wurde. In seiner Rede schwor er die Partei angesichts der kommenden parlamentarischen Auseinandersetzungen auf eine einige Haltung ein; er gestand seine mangelnde Erfahrung in höheren Ämtern ein und bat die Anwesenden deshalb um ihre uneingeschränkte Unterstützung für die kommenden Auseinandersetzungen.